# اچ‌ام‌اس لیچفیلد (۱۶۹۵)
اچ‌ام‌اس لیچفیلد (۱۶۹۵) (به انگلیسی: HMS Lichfield (1695)) یک کشتی بود که طول آن ۱۳۰ فوت ۳ اینچ (۳۹٫۷ متر) بود.